# Hōkyōintō

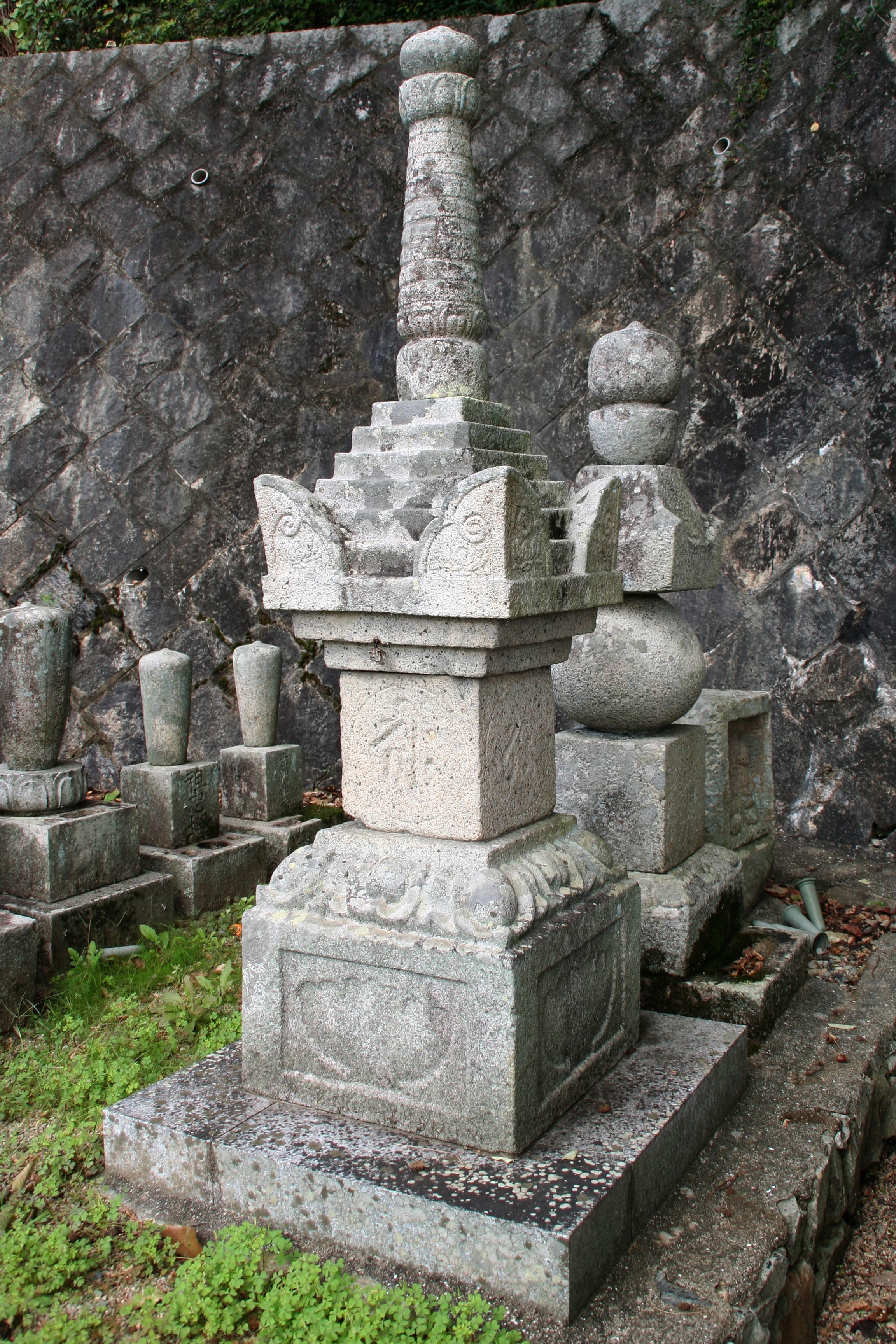
Un hōkyōintō en el Muni-ji en Ikeda (prefectura de Osaka).

El hōkyōintō (宝篋印塔?) es un tipo de pagoda japonesa de piedra. Recibe su nombre del sūtra Hōkyōin dharani que originalmente contenía este tipo de estructura. Como variante de la estupa india, originalmente se usó como cenotafio para el rey Qian Liu de Wuyue (China).

## Historia
La tradición en Japón respecto al hōkyōintō es antigua, y se cree que comenzó durante el período Asuka (550-710 d. C). Solían ser de madera, y no comenzó a usarse la piedra en su construcción hasta el período Kamakura. Fue también durante esta era que comenzaron a usarse como tumbas y cenotafios para el reposo de los muertos.

## Estructura y función

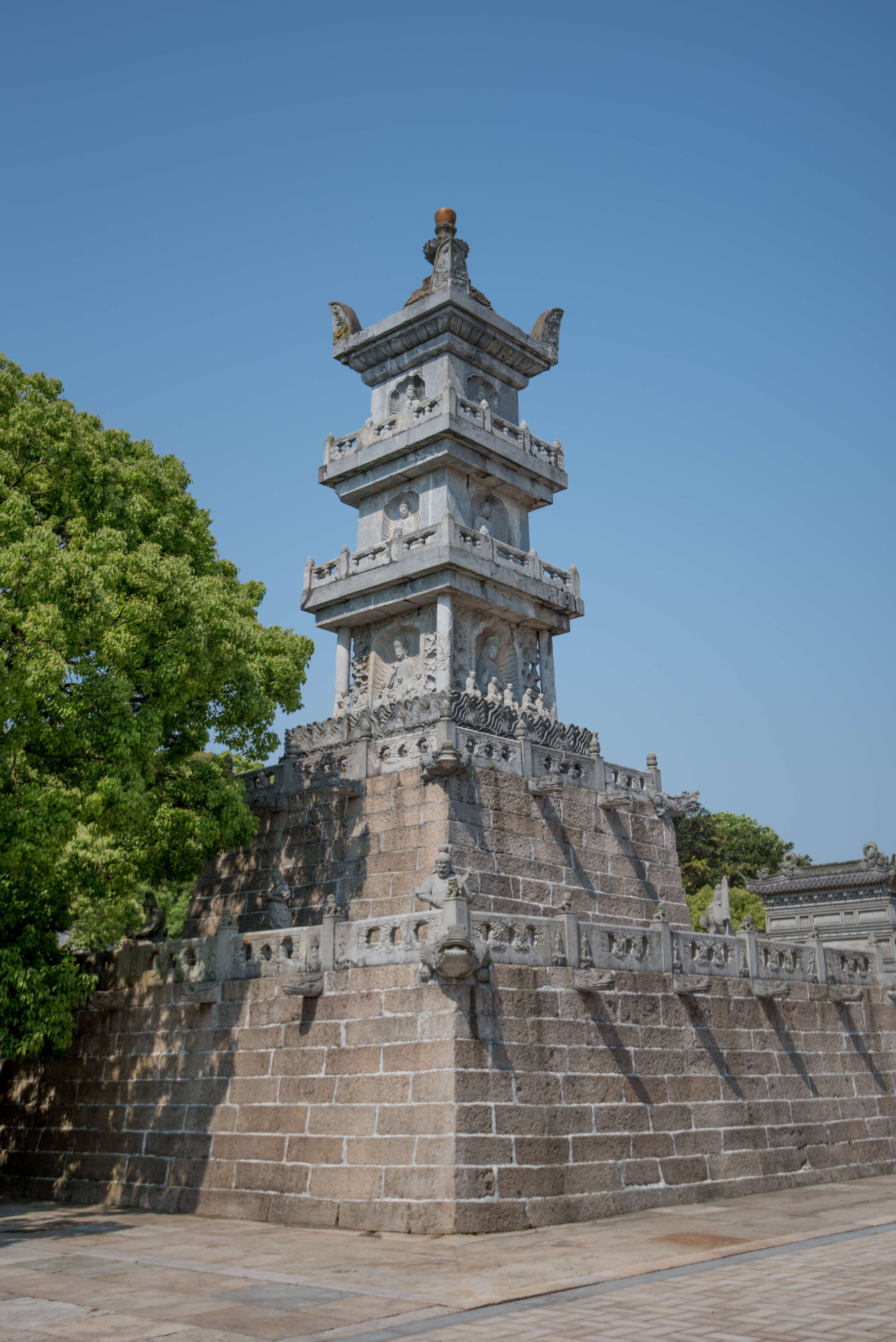
La pagoda del monte Putuo en China.

El monumento usualmente está hecho en piedra, y de forma ocasional en metal y madera. Adquirió su forma moderna durante el período Kamakura. Como en los gorintō, se subdividen en cinco secciones principales, llamadas (en orden ascendente): kaeribanaza (反花座?) o «asiento floral invertido»; kiso (基礎?) o base; tōshin (塔身?) o cuerpo; kasa (笠?) o paraguas y sōrin (相輪?) o pináculo. El tōshin es la parte más importante de un hōkyōintō y está tallada en sánscrito. El sōrin tiene la misma forma que la punta de una pagoda de cinco pisos. El kasa está adornado con unos aleros característicos llamados mimikazari (耳飾?) o sumikazari (隅飾?). Hay diferentes tipos de estructuras, por ejemplo, el hōkyōintō del museo municipal de Yatsushiro en Kyūshū solo está seccionado en cuatro partes, sin kaeribanaza.
En un sentido religioso, estas estructuras contienen sūtra acerca de las obras piadosas de Buda Tathagata. De este modo, los fieles budistas creen que al rezar frente a un hōkyōintō sus pecados serán indultados, estarán protegidos ante desastres y después de la muerte irán al cielo.